# Gregorio Diamare
Gregorio Vito Diamare (ur. 13 kwietnia 1865 w Neapolu, zm. 6 września 1945 w Sant’Elia Fiumerapido) – włoski biskup katolicki, benedyktyn i opat klasztoru Monte Cassino m.in. w okresie II wojny światowej.

## Życiorys
Urodzony w Neapolu jako syn Salvatore Diamare i Teresy Albano. Studiując na uniwersytecie poczuł powołanie do życia monastycznego w zakonie benedyktynów i wstąpił do opactwa na Monte Cassino, gdzie powierzono mu zadanie kierowania wewnętrznym kolegium. Święcenia kapłańskie przyjął 28 czerwca 1891 roku. W 1909 roku został mianowany przeorem, a 24 lipca tego samego roku został opatem klasztoru Monte Cassino, którą to funkcję pełnił aż do swojej śmierci przez 36 lat.
12 marca 1928 roku został mianowany biskupem tytularnym Konstancji Arabskiej przez papieża Piusa XI. 
18 września 1943 roku wysłał wszystkich zakonników z Monte Cassino do Rzymu, pozostając w klasztorze z kilkoma mnichami-ochotnikami, mając świadomość tego, że klasztor niechybnie zostanie zbombardowany podczas nadchodzącej bitwy. Dzięki niemu oraz austriackiemu podpułkownikowi Juliusowi Schlegelowi z Dywizji „Hermann Göring” archiwum opactwa zawierające najcenniejsze dokumenty i dzieła sztuki ocalało przed bombardowaniami i 8 grudnia 1943 roku trafiło do Watykanu.
Pośmiertnie w 1951 roku został odznaczony włoskim Złotym Medalem za Męstwo Obywatelskie.